# Eritema
Eritema é um sinal clínico presente em várias patologias e caracterizado por um rubor da pele ocasionado pela vasodilatação capilar.
O eritema está presente em:
- exposição ao calor e primeira fase de uma queimadura;
- sinais cardinais de Celsus (rubor, calor, tumor, dor e perda de função) em casos de processo inflamatório ou infeccioso;
- secundário à tomada de determinadas substâncias medicamentosas, como bloqueadores dos canais de cálcio;
- casos de alergias, mas havendo predisposição maior a exantemas.

Ao pressionar a superfície afetada com uma lâmina de vidro, o eritema deve desaparecer — reaparecendo ao cessar a pressão —, na medida em que ocorre devido a uma dilatação dos vasos periféricos, com a pressão temporariamente removendo o sangue destes. Esta característica permite diferenciá-lo de outras doenças de pele, como o exantema e o púrpura.

## Tratamento
O tratamento depende da causa que provoca este sinal clínico.[carece de fontes?]

## Tipos
- Eritema ab igne
- Eritema induratum
- Eritema infeccioso
- Eritema marginatum
- Eritema crônico migratório
- Eritema multiforme
- Eritema tóxico
- Eritema palmar
- Eritema nodoso
- Eritema actínico